# David Thion

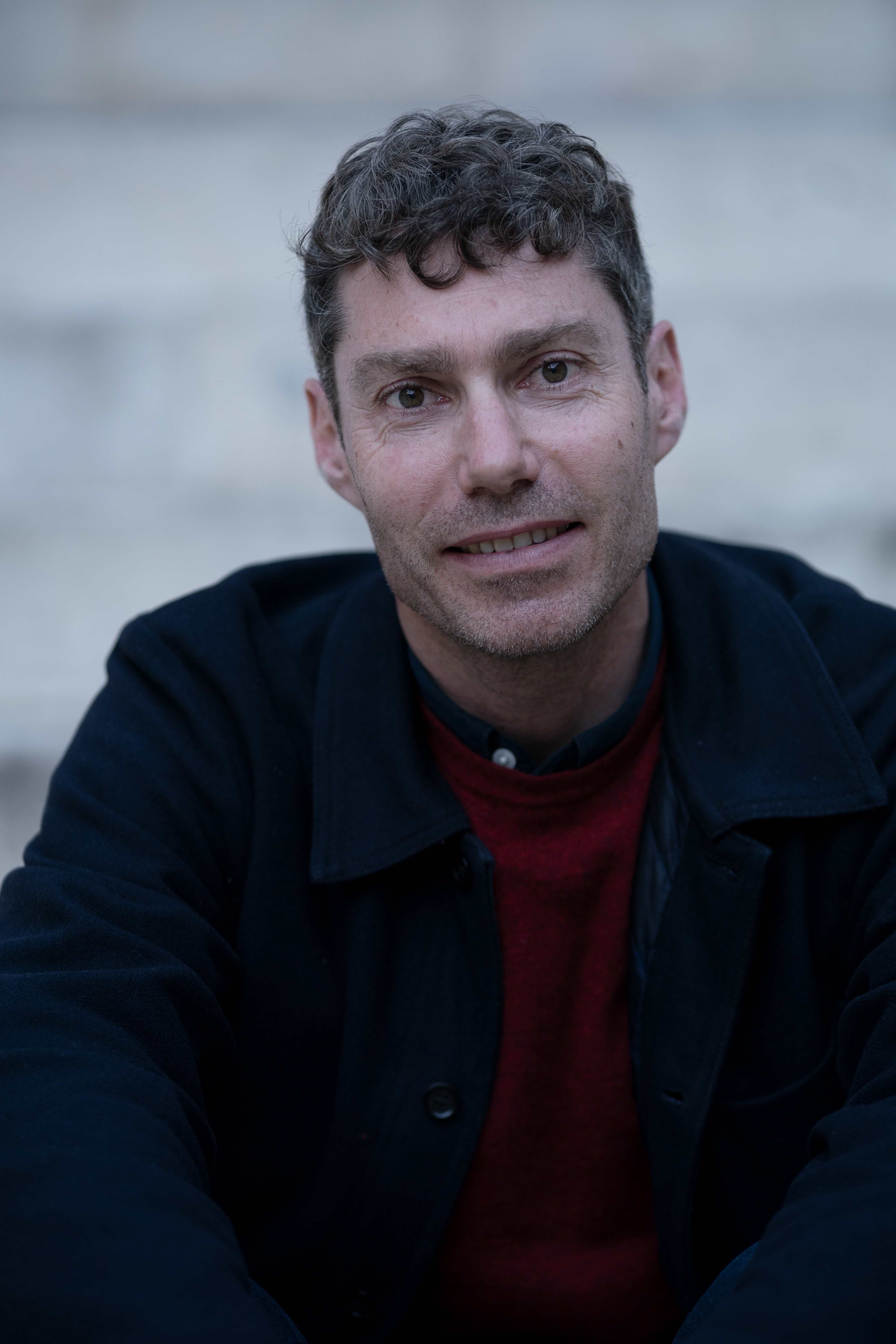
David Thion, 2022

David Thion (* 9. Juli 1971 in Orléans) ist ein französischer Filmproduzent. 2024 wurde er für den Film Anatomie eines Falls für einen Oscar nominiert.

## Leben und Wirken
David Thion studierte von 1991 bis 1994 an der Emlyon Business School in Lyon. Nach seinem Abschluss trat er 1995 La Fémis bei und studierte bis 1998 unter Alain Rocca im Bereich Produktion.
1997 erhielt er eine Anstellung bei der Filmproduktionsfirma Les Films Pelléas, wo er zunächst Kurzfilme und mittellange Filme produzierte, bevor er zur Produktion von Langfilmen wechselte. In der Folge arbeitete er mit verschiedenen Regisseuren zusammen, unter anderem mit Mia Hansen-Løve, Serge Bozon, Arthur Harari, Katell Quillévéré und Justine Triet. Neben seiner Anstellung bei Les Films Pelléas ist er auch Mitglied bei den Ateliers du cinéma européen.
Seit 2012 ist Thion Mitglied beim Centre national du cinéma et de l’image animée (CNC), 2013 war er zudem Mitglied der Groupe CNC 2013 pour un meilleur financement du cinéma d’auteur, die eine bessere Finanzierung von Autorenfilmen anstrebte. Auch ist er seit 2018 Vizepräsident von Avance sur recettes, einem finanziellen Förderprogramm des CNC.
2024 wurde er für den Film Anatomie eines Falls gemeinsam mit Justine Triet für einen Oscar in der Kategorie Bester Film nominiert. Im selben Jahr folgte die Aufnahme in die Europäische Filmakademie, die alljährlich die Europäischen Filmpreise verleiht.

## Filmografie (Auswahl)
- 2000: Laissons Lucie faire!
- 2001: Tout est trop grand (Kurzfilm)
- 2002: Mods
- 2003: Anna, 3 kilos 2 (Kurzfilm)
- 2003: Un autre homme (Kurzfilm)
- 2004: Im Dunkeln (Kurzfilm)
- 2005: Étoile violette
- 2006: Wie ich das Ende der Welt erlebte (Cum mi-am petrecut sfârșitul lumii)
- 2007: Tout est pardonné
- 2007: La France
- 2009: Der Vater meiner Kinder (Le père de mes enfants)
- 2011: Eine Jugendliebe (Un amour de jeunesse)
- 2011: Beirut Hotel
- 2015: Endlich frei (Peur de rien)
- 2016: Schwarzer Diamant (Diamant noir)
- 2016: Mein Augenstern (La prunelle de mes yeux)
- 2016: Die Lebenden reparieren (Réparer les vivants)
- 2017: Warten auf Schwalben (En attendant les hirondelles)
- 2017: Madame Hyde
- 2018: Sorry Angel (Plaire, aimer et courir vite)
- 2018: Unsere Kämpfe (Nos batailles)
- 2018: Lieber Antoine als gar keinen Ärger (En liberté!)
- 2018: Maya
- 2019: Zimmer 212 – In einer magischen Nacht (Chambre 212)
- 2019: Sibyl – Therapie zwecklos (Sibyl)
- 2020: Lovers – Die Liebenden (Amants)
- 2021: Der Sommer mit Anaïs (Les Amours d’Anaïs)
- 2022: An einem schönen Morgen (Un beau matin)
- 2022: Der Gymnasiast (Le lycéen)
- 2023: Anatomie eines Falls (Anatomie d’une chute)
- 2024: Marcello Mio
- 2024: The Vanishing